# Malédiction (Liszt)
Pour les articles homonymes, voir Malédiction (homonymie).

Malédiction, S. 121 est une œuvre pour piano et cordes du compositeur hongrois Franz Liszt. Elle fut commencée en 1830 et terminée vers 1840. Le titre ne lui fut donné qu'en 1915. C’était tout simplement la première indication sur la partition. C'est un bon résumé de l’œuvre qui est marquée par la profusion d'aspects sentimentaux que Liszt a voulu y exprimer. Sur la partition il est indiqué orgueil, raillerie, pleurs-angoisses-rêves. 
C'est un mélange de 5 ou 6 thèmes qui vont virevolter les uns par rapport aux autres. Cette innovation est à rapprocher de la Danse macabre, contre-pied aux conceptions musicales traditionnelles du XIXe siècle.

## Analyse
Il y a dans l'introduction Orage une pièce du cahier suisse des Années de pèlerinage en Suisse (1835-1836) puis remanié en 1855. Il y a aussi les deux concertos pour piano Concerto pour piano n° 1 de Liszt et Concerto pour piano n° 2 de Liszt ainsi que la troisième Valses oubliées de 1883. L’éclatante entrée est suivie d'une courte cadence. C'est un heurt harmonique sans précédent. Cette innovation restera unique jusqu'au passage de Petrouchka (1911) d'Igor Stravinsky, qui s'intitulera étrangement Malédiction a Pétrouchka.
L'utilisation, dans l'introduction confiée au piano seul, du 2ème mode à transposition limitée d' Olivier Messiaen est d'une très grande audace.